# Алилуя
Алилу́я (івр. הַלְלוּ־יָהּ — «Хвала Єгові» — у ряді християнських конфесій — молитовне слово, звернене до Бога. Це звернення багаторазово зустрічається у Книзі псалмів. У перекладі Огієнка це звернення у більшості випадків перекладено українською мовою як «Хваліть Господа», а в 148 псалмі — як «Хваліте Господа».
У християнській богослужбовій практиці це слово нерідко просто транслітерується, як «алілуя» або «алилуя» («Хваліте Господа з небес, хваліте його в вишніх, Алилуя»).
Приспів «алилуя» або вірш псалма, який виконують на Літургії після читання Апостола перед читанням Євангелія й супроводжують приспівом «алилуя», називають алилуарієм (застаріле азматик).

## Використання в канонічних текстах і богослужіннях
Вислів «алилуя» зустрічається 23 рази у Книзі псалмів. За винятком Псалом 135:3, алилуя у віршах Псалмів служить введенням (106, 111–113, 135, 146–150) або заключним словом (104–106, 113, 114–117, 135, 146–150), або і введенням і завершенням (106, 113, 135, 146–150). У Новому Заповіті «алилуя» зустрічається 4 рази в Одкровенні Івана — Об. 19:1,3,4,6. У своєму баченні апокаліпсису, автор пророчої книги почув «наче гучний голос великого натовпу в небі, який говорив: Алілуя! Спасіння, і слава, і сила Господеві нашому».
Алилуя, як формула поклоніння у богослужбовій практиці ізраїльтян подібно до слова «амінь» перейшла і в інші мови без перекладу. В апостольські часи «алилую» співали на честь Святої Трійці, повторюючи тричі. На думку російських старообрядників, однак, древня грецька церква говорила «алилуя» двічі (сугубая аллелуйя), а потрійна алилуя (трегубая аллелуйя) стала превалювати значно лише з XVII століття
Алилуя виступає в наказовій формі множини. Це свідчить про те, що в храмовій службі воно було зверненням священика до парафіян з метою викликати їхнє відповідне слово. Таким чином, згодом алилуя стало самостійним культовим вигуком, а в сучасному християнському богослужінні служить приспівом церковної пісні. Євреї, що говорили грецькою, зберегли близьку івриту вимову цього слова, написаного давньогрецькою мовою як αλληλουια.

## Алилуя в музиці та літературі

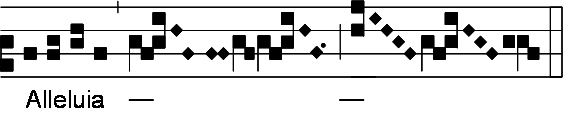
Алилуя на Святий вечір, григоріанський розспів, записаний квадратною нотацією

Із давньоєврейської богослужбової практики алилуя потрапила до григоріанського хоралу. В католицькій месі алилуя відноситься до респонсоріальних піснеспівів і виконується після градуалу. Початкова мелодика алилуї була близька псалмодії, проте вже до IV століття алилуя стає мелодично багатим святковим піснеспівом з рясною мелізматикою. Найтриваліший розспів, що припадав на останній склад, називався юбіляцією.
У Новий час алилуя увійшла до великих циклічних жанрів — кантат, мотетів, магнифікатів. Зокрема, широко відомі «Алилуя» Г. Ф. Генделя з ораторії «Месія», та «Алилуя» В. А. Моцарт з мотету «Exultate, jubilate» KV 165.
У східній церкві алилуя одержала ширше застосування, ніж у західній. Алилуя співали не тільки на святковому богослужінні, але й під час посту й при похованні, закінчуючи ним спів псалмів й окремих віршів із псалтиря. Алилуя використали також як рефрен у багатострофних гімнах. У ряді гімнів слово «алилуя» створювало логічний і музичний фінал.
У руському партесному співі, як й у західноєвропейській музиці, широка протяжна мелодія алилуї часто з'єднувалася з багаторазовим повторенням слова «алилуя». В новій українській музиці відомі алилуя з літургії Іоанна Златоустого М. Леонтовича, «Алилуя» С. Людкевича тощо.
Тарас Шевченко використав «Алілуя» у вірші «Гімн черничий».